# Vrede van Riga (1920)
De Vrede van Riga van 1920 is een overeenkomst tussen de republiek Letland en de Russische Socialistische Federatieve Sovjetrepubliek aan het einde van de Lets-Russische Oorlog. Ze werd gesigneerd op 11 augustus 1920.
Dit betekende de erkenning van Rusland van de op 18 november 1918 verklaarde onafhankelijkheid van Letland en van de in het verdrag vastgelegde grenzen.
Het verdrag werd opgesteld in Moskou en op 11 augustus 1920 in Riga voltooid. De Letse zijde werd hierbij vertegenwoordigd door Jānis Vestmanis, Pēteris Berģis, Ansis Buševics, Eduards Kalniņš en Karlis Pauļuks. De Russische zijde werd vertegenwoordigd door Adolf Joffe en Jakoeb Ganetski.
De Saeima ratificeerde het verdrag op 2 september 1920 in Riga; in Moskou werd het contract op 9 september 1920 goedgekeurd. De uitwisseling van de geratificeerde documenten vond op 4 oktober 1920 plaats.

## Bepalingen van het verdrag
Het verdrag had drieëntwintig artikelen en regelde de soevereiniteit van de staat Letland.
- Artikel 1 verklaart de beëindiging van de staat van oorlog tussen de partijen met ingang van de datum van inwerkingtreding van het verdrag.
- Artikel 2 verklaart de onafhankelijkheid en soevereiniteit van Letland.
- Artikel 3 bepaalt de grenzen van Letland, en stelde termijnen waarbinnen de buitenlandse troepen moesten vertrekken.
- Artikelen 4 tot en met 6 behandelen militaire zaken en oorlogsschade.
- Artikel 7 behandelt de terugkeer van krijgsgevangenen, voor zover deze verlangden terug te keren.
- Artikelen 8 en 9 betreffen het staatsburgerschap, de terugkeer van vluchtelingen, en eigendomsclaims. Volwassenen van 18 jaar of ouder waren vrij om ofwel Lets of Russisch staatsburgerschap te kiezen, waarbij de standaard was dat individuen burgers van de staat waren waarin zij woonden op het moment dat het verdrag werd ondertekend.
- Artikelen 10 tot en met 16 behandelen herstelbetalingen van Rusland aan de Letse staat en diens burgers.
- Artikelen 17 en 18 behandelen handels-, transit-, post- en navigatie-regelingen.
- Artikel 19 behandelt de diplomatieke betrekkingen.
- Artikel 20 behandelt nationaliteitenkwesties.
- Artikel 21 regelt een commissie om kwesties van wederzijds belang te behandelen.
- Artikelen 22 en 23 gaan over verdragstechnische aspecten zoals taal en ratificatie.